# Jainosaurus
Jainosaurus ("Jainův ještěr", podle indického paleontologa S. L. Jaina) byl rod titanosaurního sauropodního dinosaura, žijícího v období pozdní svrchní křídy (asi před 68 miliony let) na území současné Indie.

## Historie
Fosilie tohoto sauropodního dinosaura byly objeveny mezi lety 1917 a 1920 britským paleontologem a geologem Charlesem Alfredem Matleyim nedaleko Džabalpuru. Fosilie byly odkryty v sedimentech geologického souvrství Lameta a mají tedy pozdně křídové stáří. Formálně byly popsány Matleyim a německým paleontologem Friedrichem von Huenem v roce 1933, ještě jako Antarctosaurus septentrionalis. Teprve v roce 1995 byl tento sauropod zařazen do vlastního rodu Jainosaurus septentrionalis. Jeho validita (vědecká platnost) pak byla potvrzena roku 2009 další odbornou prací.
Fosilie tohoto a dalších dinosaurů ze stejného souvrství mohly být již před staletími nevědomky uctívány hinduisty v místních chrámech (například jako božstvo zvané Šarabha).

## Rozměry
Jainosaurus nebyl příliš velkým titanosaurním sauropodem, například oproti obřímu příbuznému rodu Argentinosaurus dosahoval sotva pětinové hmotnosti. Při délce kolem 18 až 21,5 metru totiž dosahoval hmotnosti asi 15 000 kilogramů. Pažní kost (humerus) typového exempláře měří na délku 134 centimetrů.

## Systematické zařazení
Jainosaurus byl poměrně vývojově vyspělý zástupce kladu Titanosauria, příbuzný zejména jihoamerickým formám, jako jsou rody Pitekunsaurus, Muyelensaurus nebo Antarctosaurus. Naopak rodům Isisaurus nebo Rapetosaurus byl již příbuzný pouze vzdáleněji.